# Moonage Daydream (film)
Moonage Daydream is een documentaire over David Bowie uit 2022. De film is geschreven, geregisseerd, geproduceerd en gemonteerd door Brett Morgen. In de film zijn beelden uit Bowies eigen archieven te zien. Het is de eerste film over Bowie die goedkeuring van zijn erven heeft gekregen. De titel van de film is gebaseerd op Bowies gelijknamige nummer uit 1972.
Moonage Daydream ging tijdens het filmfestival van Cannes 2022 in première en kreeg hier positieve reacties. Op 16 september 2022 werd de film voor het eerst in Amerikaanse bioscopen vertoond.

## Plot
In de documentaire wordt het leven van Bowie vertoond aan de hand van interviews en beelden uit zijn carrière. De film is onderverdeeld in drie fases. Hij begint als een jonge glamrockartiest in Londen. In de tweede fase, die zich in de tweede helft van de jaren '70 afspeelt, verhuist hij naar West-Berlijn en raakt hij geïnteresseerd in kunstvormen buiten de muziek om. In de derde fase maakt hij meer mainstreammuziek en beleeft hij volgens de film het hoogtepunt van zijn loopbaan. Ook trouwt hij met Iman en neemt hij een nieuwe levensstijl aan.

## Achtergrond
In 2021 werd bekend dat Brett Morgen al vier jaar werkte aan een film over Bowie. Moonage Daydream is de eerste film over de artiest die de goedkeuring kreeg van zijn erven. In samenwerking met zijn erven kon Morgen toegang krijgen tot het privé-archief van Bowie, dat onder meer schilderijen, tekeningen, opnamen, foto's, films en dagboeken bevat. Tony Visconti, die lange tijd de muziek van Bowie produceerde, was verantwoordelijk voor de filmmuziek.
Op 23 mei 2022 ging Moonage Daydream in première op het filmfestival van Cannes, waar het buiten de competitie om werd vertoond. Op 16 september 2022 ging het in première in de Amerikaanse bioscopen. Op 15 november 2022 verscheen de film op dvd.
Op 16 september 2022, dezelfde dag waarop Moonage Daydream in première ging, verscheen een soundtrack met muziek uit de film. Op dit album stonden zowel zeldzame als nooit eerder verschenen live-opnamen, nieuwe remixen van oude nummers en fragmenten uit interviews met Bowie.